# 民間外交推進協会
民間外交推進協会（みんかんがいこうすいしんきょうかい、英: The International Friendship Exchange Council、略: FEC）とは、民間レベルで各国との関係強化を図り、国際理解を深めることを目的とした非営利国際交流団体。1983年に設立され、民間外交の草分け的団体である。

## 組織概要
官民を問わず外交や国際問題に深い見識を持つ人々や、駐日各国大使が多く参画しており、100ヵ国以上の駐日大使が名誉会員として名を連ねている。
民間外交ならではの独立性のある立場から英知を結集し、民意を外交に反映させることで、各国の人々と心を通い合わせ、相互互恵の発展と拡大に寄与することを目的とする。

## 基本理念
1. 世界の平和と繁栄のために
2. 国際化時代に対応して
3. 政府間の外交がより強力に推進されるために